# Glenn O'Brien
Pour les articles homonymes, voir O'Brien.
Glenn O'Brien (né le 2 mars 1947 à Cleveland (Ohio) et mort le 7 avril 2017 dans le Bronx (New York, État de New York)) est un journaliste américain de presse écrite, en grande partie sur les sujets d'art, de musique et de mode.
Il a été présenté pendant de nombreuses années comme « The Style Guy » dans GQ magazine, et a publié un livre avec ce titre. Il a travaillé comme rédacteur en chef dans plusieurs publications et a publié le magazine des arts et de la littérature Bald Ego de 2003 à 2005.

## Biographie

### Enfance et éducation
Glenn O'Brien est né à Cleveland (Ohio) où il assiste à la Jesuit St. Ignatius High School. O'Brien est allé à l'université de Georgetown et a édité le Georgetown Journal, qui avait été fondé par le Condé Nast. Plus tard, il étudie le cinéma à la Columbia Graduate School of Arts and Sciences. 

### Carrière
Dans ses premières années, Glenn O'Brien a été membre de l'Andy Warhol's Factory. Il a été le premier rédacteur en chef de Interview, de 1971 à 1974. Après son départ, il a continué à écrire pour le magazine et y est retourné en tant que rédacteur en chef à plusieurs reprises, avec une association de près de 20 ans avec le titre. Il était un critique de musique pour la publication The punk era, avec la chronique influente intitulée « Glenn O'Brien Beat ».
En 1980-1981, il écrit le scénario (qu'il a également co-produit avec Patrick Montgomery) pour un film appelé New York Beat, mettant en vedette Jean-Michel Basquiat (le film a été seulement réalisé en 2000, avec le titre de Downtown 81) avec la post-production gérée par O'Brien et Maripol.
De 1978 à 1982, O'Brien a présenté une émission de télévision appelée TV Party qui comportait alors des figures d'avant-garde comme David Byrne, Klaus Nomi, August Darnell, Fab 5 Freddy, Jean-Michel Basquiat, Cookie Mueller, John Fekner, Amos Poe, et des groupes comme Blondie, The Clash, DNA et The Fleshtones.
Après être parti de TV Party en plus de la poursuite de sa carrière d'écrivain, il a tenté une période en tant qu'humoriste, et a été l'un des rédacteurs de Allure, Harper's Bazaar et directeur de la création et de la publicité chez Barneys New York. Pendant 10 ans, il a écrit une chronique mensuelle dans Artforum. Il a édité le livre de Madonna SEX.
En janvier 2008, il est nommé directeur de la rédaction de Brant Publications, qui comprend Interview ainsi qu'Art in America et Antiques. En juin 2009, il a été annoncé qu'il avait quitté son poste chez Brant Publications.
Il a prêté sa collection des premières œuvres de Jean-Michel Basquiat à de nombreuses expositions, y compris Deitch Projets, et est co-auteur d'un important volume sur l'artiste.

### Mort
Glenn O'Brien est décédé des complications d'une pneumonie à Manhattan le 6 avril 2017, à l'âge de 70 ans. Madonna parle d'O'Brien comme « une âme incroyable et un génie créatif » après avoir publié une déclaration sur Twitter.

## Travaux publiés
- (en) The Style Guy, Ballantine Books, 2000.  (ISBN 0345427270)
- (en) How To Be a Man: A Guide To Style and Behavior For The Modern Gentleman, Rizzoli, 2011.  (ISBN 0847835472)
- (en) The Cool School:  Writing From America's Hip Underground, Library of America, 2013.  (ISBN 978-1-59853-256-2)[9]
- (en) Berluti: At Their Feet, Rizzoli, 2016.  (ISBN 978-0847849178), Mathias Augustyniask (illustrateur), Erwan Frotin (photographe)

## Prix et distinctions
Le 17 février 2009, Glenn O'Brien a été nommé l'un des « 10 meilleurs Hommes Élégants en Amérique » par GQ Magazine.